# Långtjärnen (Harmångers socken, Hälsingland, 686303-157490)
Långtjärnen är en sjö i Nordanstigs kommun i Hälsingland och ingår i Harmångersån-Delångersåns kustområde. Sjön har en area på 0,0573 kvadratkilometer och ligger 31 meter över havet.

## Delavrinningsområde
Långtjärnen ingår i det delavrinningsområde (686254-157471) som SMHI kallar för Utloppet av Masksjön. Medelhöjden är 29 meter över havet och ytan är 2,52 kvadratkilometer. Räknas de 5 avrinningsområdena uppströms in blir den ackumulerade arean 22,1 kvadratkilometer. Avrinningsområdets utflöde Masksjöbäcken mynnar i havet. Avrinningsområdet består mestadels av skog (74 procent). Avrinningsområdet har 0,6 kvadratkilometer vattenytor vilket ger det en sjöprocent på 23,8 procent.